# U.S. Route 101
U.S. Route 101 of U.S. Highway 101 is een noord-zuid U.S. Highway die langs de westkust van de Verenigde Staten door de staten Californië, Oregon en Washington loopt. De weg verbindt Los Angeles in Zuid-Californië met Olympia in het noordwesten van Washington. Terwijl de meeste U.S. Routes vervangen of in belang ingehaald zijn door Interstate highways, blijft U.S. Route 101 een belangrijke weg, met name ten noorden van San Francisco. Het meeste goederenvervoer gaat evenwel via de Interstate 5, die verder landinwaarts over vlakker terrein loopt en meer grote steden doorkruist, met uitzondering van San Francisco.

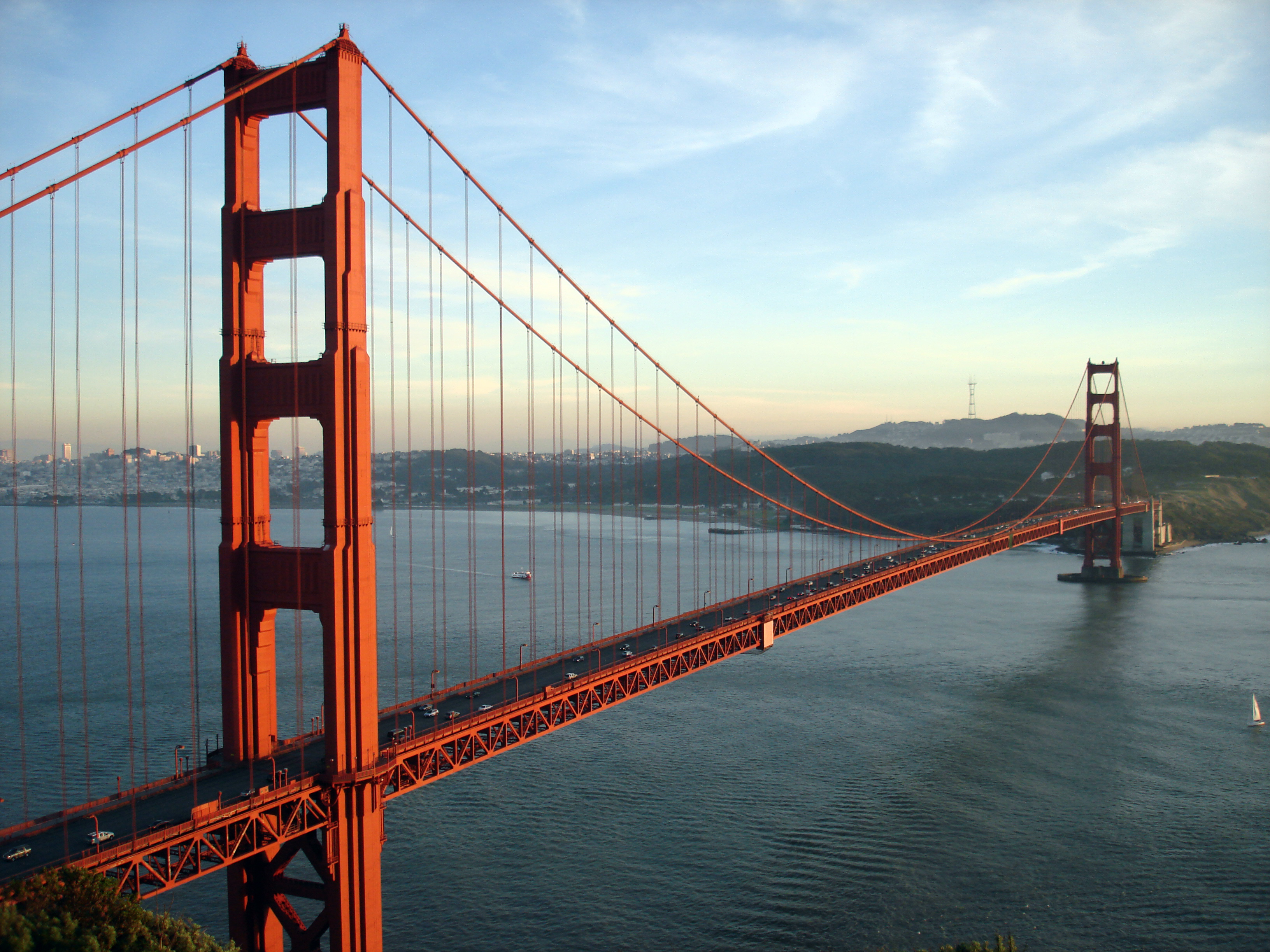
U.S. Route 101 steekt de Golden Gate samen met CA 1 over de Golden Gate Bridge over.

Over een groot gedeelte loopt het traject van de U.S. 101 langs de kust van de Stille Oceaan. Een uitzondering hierop is het traject tussen Los Angeles en San Francisco, waar de California State Route 1 de weg is die langs de kust gaat; de 101 ligt op dat traject meestal enkele tientallen kilometers uit de kust. Wel deelt de U.S. 101 haar traject enkele malen met de CA 1, onder andere tussen Oxnard en Gaviota en tussen Pismo Beach en San Luis Obispo. Ook delen beide wegen hun traject voor een kort traject waar ze even ten noorden van San Francisco samen over de Golden Gate Bridge gaan.

## Nummering en naamgeving
Volgens het plan van de American Association of State Highway and Transportation Officials (AASHTO) voor het nummeren van de U.S. Highways zijn snelwegen met drie cijfers subsidiair aan snelwegen met twee cijfers. De belangrijkste noord-zuid routes kregen evenwel nummers eindigend op 1 toegewezen. In plaats van de meest westelijke U.S. Highway dus U.S. 91 te noemen, en dus de snelwegnummers 93, 95, 97 en 99 te verliezen, die volgens het nummerschema ten westen van U.S. 91 moeten liggen, heeft men er verkozen om een uitzondering te maken op de twee-cijfer-regel. U.S. 101 wordt dus gezien als een twee-cijferige hoofdweg, waarbij de 10 als het ware het eerste cijfer vormt.
In Oregon draagt U.S. Route 101 de naam Oregon Coast Highway, terwijl ze in delen van Californië bekendstaat als de Pacific Highway. In Zuid-Californië wordt ze doorgaans The 101 (the one oh one) genoemd, terwijl Noord-Californiërs en inwoners van Oregon en Washington over Highway 101 spreken. Ten noorden van San Francisco en ten zuiden van Oregon heet de weg ook Redwood Highway, al is die term niet ingeburgerd buiten de toeristische sector. In stedelijke gebieden in Zuid-Californië heten bepaalde stukken Santa Anta Freeway, Hollywood Freeway en Ventura Freeway. In de San Francisco Bay Area zijn er secties met namen als James Lick Freeway, Bayshore Freeway en Central Freeway. 

## In de populaire cultuur
Door de jaren heen is U.S. Route 101 een cultureel icoon geworden, met verschijningen in films en op televisie en vermeldingen in muziek. Samen met wegen als Route 66 is het een symbool voor de Amerikaanse levensstijl.
Enkele voorbeelden van referenties in de populaire cultuur zijn:
- De snelweg komt aan bod in verschillende afleveringen van The O.C., dat zich in Zuid-Californië afspeelt. De weg wordt ook gethematiseerd in de titelsong, "California" van Phantom Planet.
- In het computerspel Cruis'n USA is U.S. 101 een van de mogelijke raceparcours. Ook in Sonic Adventure 2, dat zich in een omgeving die gebaseerd is op San Francisco afspeelt, is er een parcours dat Route 101 heet.
- De countrygroep Highway 101 werd in Los Angeles opgericht. Op het gelijknamige debuutalbum stond het getal "101" in de stijl van de typische verkeersborden.
- De zanger van Tiger Army, Nick 13, heeft een nummer dat "101" heet en gaat over de weg tussen zijn thuis in Noord-Californië en zijn huidige verblijfplaats, Los Angeles.
- "(Back to the) 101" is een nummer van Albert Hammond Jr.
- De Californische punkgroep Social Distortion heeft nummer getiteld "Highway 101".
- Herb Alpert maakte een instrumentaal nummer getiteld "Route 101".
- Verder wordt U.S. Route 101 vermeld in "Heartbreak on the 101" van Band of Horses, "A Sorta Fairytale" van Tori Amos, "Black Denim Trousers and Motorcycle Boots" van The Cheers, "Black Planet" van The Sisters of Mercy, "Free fallin'" van Tom Petty, "Running on Empty" van Jackson Browne en "Ventura Highway" van America.

1 ·
2 ·
3 ·
4 ·
5 ·
6 ·
7 ·
8 ·
9 ·
10 ·
11 ·
12 ·
13 ·
14 ·
15 ·
16 ·
17 ·
18 ·
19 ·
20 ·
21 ·
22 ·
23 ·
24 ·
25 ·
26 ·
27 ·
28 ·
29 ·
30 ·
31 ·
32 ·
33 ·
34 ·
35 ·
36 ·
37 ·
38 ·
39 ·
40 ·
41 ·
42 ·
43 ·
44 ·
45 ·
46 ·
48 ·
49 ·
50 ·
51 ·
52 ·
53 ·
54 ·
55 ·
56 ·
57 ·
58 ·
59 ·
60 ·
61 ·
62 ·
63 ·
64 ·
65 ·
66 ·
67 ·
68 ·
69 ·
70 ·
71 ·
72 ·
73 ·
74 ·
75 ·
76 ·
77 ·
78 ·
79 ·
80 ·
81 ·
82 ·
83 ·
84 ·
85 ·
87 ·
89 ·
90 ·
91 ·
92 ·
93 ·
94 ·
95 ·
96 ·
97 ·
98 ·
99 ·
101 ·
131 ·
163 ·
199 ·
340 ·
400 ·
412 ·
425